# استاکتن (مینه‌سوتا)
استاکتن، مینه‌سوتا (به انگلیسی: Stockton, Minnesota) یک شهر در ایالات متحده آمریکا است که در شهرستان وینونا، مینه‌سوتا واقع شده‌است.

## خصوصیات
استاکتن ۴٫۴۰ کیلومترمربع مساحت و ۶۹۷ نفر جمعیت دارد و ۲۲۹ متر بالاتر از سطح دریا واقع شده‌است.